# Sociaaldemocratische Actie
De Sociaaldemocratische Actie Groot-Berlijn (Duits: Sozialdemokratische Aktion Groß-Berlin) was een sociaaldemocratische fractie van 1949 tot 1961 in de Landraad (parlement) van Oost-Berlijn en van 1950 tot 1954 in de Volkskammer (Oost-Duits parlement) vertegenwoordigd.

## Geschiedenis
In 1946 werd de Sociaaldemocratische Partij van Duitsland (Sozialdemokratische Partei Deutschlands, SPD) in de Sovjet-bezettingszone in Duitsland (SBZ) gedwongen tot een fusie met de Communistische Partij van Duitsland (Kommunistische Partei Deutschlands, KPD). De nieuwe partij kreeg als naam Socialistische Eenheidspartij van Duitsland (Sozialistische Einheitspartei Deutschlands, SED) en werd al spoedig volledig gedomineerd door de communisten. De partijafdeling van de SPD in Groot-Berlijn, die alle vier de bezettingszones in de hoofdstad vertegenwoordigde, werd van de dwangfusie gevrijwaard. De SPD in Berlijn en in het westen van Duitsland stond onder leiding van partijvoorzitter Kurt Schumacher en was anticommunistisch van inslag en tegen iedere samenwerking met de KPD en SED. Bij de Groot-Berlijnse gemeenteraadsverkiezingen van 1946 werd de SPD de grootste partij, terwijl de SED derde werd. Dit was een doorn in het oog van de Sovjet-autoriteiten, die er voor hadden gezorgd dat de SED, door manipulaties, in de oostelijke deelstaten de grootste was geworden, maar er bij de democratische verkiezingen in Berlijn niet in geslaagd was de grootste partij te worden. Om de macht van de SPD in Groot-Berlijn te breken begonnen de Sovjetautoriteiten een breuk binnen de Berlijnse afdeling van de SPD te forceren. Een aantal SPD'ers stond niet afwijzend tegenover samenwerking met de SED en de aan haar gelieerde organisaties en keurde de anticommunistische houding van Schumacher en de zijnen af. Een van de kritische Berlijnse SPD'ers was gemeenteraadslid Hans Müller, die verontwaardigd was over de samenwerking van de SPD met de burgerlijke partijen als de Christendemocratische Unie van Duitsland (Christlich-Demokratische Union Deutschlands, CDU) en de Liberaal-Democratische Partij (Liberal-Demokratische Partei, LDP), terwijl samenwerking met een arbeiderspartij als de SED bij voorhand door de partijleiding werd afgewezen. In maart 1949 werd Müller om zijn "procommunistische houding" uit de SPD gesloten en richtte daarop de Sociaaldemocratische Fractie (Sozialdemoktatische Fraktion) op die zich aansloot bij het Democratisch Blok (Demokratisch Block) van antifascistische partijen. De Sociaaldemocratische Fractie kreeg door de SBZ-autoriteiten enkele zetels in de Landsraad toegewezen.
In oktober 1949 fuseerde de Sociaaldemocratische Fractie met de West-Duitse Sociaaldemocratische Actie en werd Müllers sociaaldemocratische fractie onder de naam Sociaaldemocratische Fractie Groot-Berlijn (Sozialdemokratische Aktion Groß-Berlin) in feite een partijafdeling van de Sociaaldemocratische Actie. Bleef de SDA in het westen onbeduidend, de SDA van Müller speelde nog enige rol van betekenis in Oost-Berlijn. Met de stichting van de Duitse Democratische Republiek in 1949 werden zes SDA'ers naar de Volkskammer (het Oost-Duitse parlement) afgevaardigd namens Oost-Berlijn (zie: Volkskammerverkiezingen 1950). De rol van de SDA in Oost-Berlijn was als tegenwicht te fungeren voor de nog altijd legaal in Oost-Berlijn opererende SPD-afdeling.
In de jaren 50 verslechterde de verhouding tussen de SED en de SDA aanmerkelijk. Toch mocht de SDA blijven voortbestaan. Weliswaar verdween de SDA in 1954 uit de Volkskammer, de SDA was nog altijd met 66 afgevaardigden vertegenwoordigd in de Landsraad van Oost-Berlijn. Toen op 23 augustus 1961 de SPD afdeling in Oost-Berlijn werd ontbonden, was er volgens de Oost-Duitse regering geen reden meer om de SDA te laten voortbestaan. Op 28 oktober 1961 hief de SDA zich "vrijwillig" op.
Hans Müller overleed kort voor zijn 56ste verjaardag, op 12 maart 1962 in Oost-Berlijn.